# Deadland Ritual
Deadland Ritual est un groupe américain de rock, originaire de Los Angeles, en Californie. Formé en 2018, le groupe est un supergroupe composé du chanteur Franky Perez (Apocalyptica), du guitariste Steve Stevens (Billy Idol, Michael Jackson), du bassiste Geezer Butler (Black Sabbath, Heaven and Hell) et du batteur Matt Sorum (The Cult, Guns N' Roses, Velvet Revolver et bien d'autres encore). 
Le groupe, formé à l'origine par Sorum, prend forme avec l'ajout de Perez et Stevens, et est finalisé lorsque Butler accepte de compléter la formation. Deadland Ritual sort son premier single, Down in Flames, en décembre 2018.

## Histoire
La formation de Deadland Ritual est annoncée pour la première fois le 3 décembre 2018, lorsque les membres du groupe commencent à poster des bandes-annonces de nouvelle musique sur leurs réseaux sociaux. Le batteur Matt Sorum (anciennement de Guns N' Roses, Velvet Revolver et autres) a initialement conçu le groupe en enrôlant le chanteur Franky Perez (d'Apocalyptica et anciennement Scars on Broadway) et le guitariste Steve Stevens (de Billy Idol), l'ancien bassiste de Black Sabbath Geezer Butler étant amené à participer plus tard. Le batteur a également trouvé le nom du groupe, qui est censé « refléter l'idée d'un espace mort rituel ». 
Le groupe sort son premier single et premier clip, Down in Flames, une semaine plus tard. Le morceau est produit par Greg Fidelman. Au magazine Revolver, Kelsey Chapstick qualifie la chanson de « rock lourd et bluesy », soulignant qu'elle « porte les tons sinistres et diaboliques de Butler, mais la performance vocale exultante de Perez et les syncopes chargées de groove de Sorum donnent une sensation de hard rock distinctement contemporain ». Ryan Reed pour Rolling Stone décrit le morceau comme « une épopée blues rock inquiétante ». Deadland Ritual joue ses premiers concerts en 2019, se produisant au Download Festival au Royaume-Uni et au Hellfest en France, tous deux en juin Cependant, les débuts du groupe sont joués au Troubadour à West Hollywood, en Californie, le 28 mai 2019.
Dans une interview datant de mars 2021, Geezer Butler déclare que Matt Sorum avait quitté le projet, et qu'il considérait Deadland Ritual comme mort.

## Membres
- Franky Perez - chant
- Steve Stevens - guitares
- Geezer Butler - basse
- Matt Sorum - batterie, chœurs

## Discographie

### Singles
- 2018 : Down in Flames
- 2019 : Broken and Bruised